# Stefano Desideri
Stefano Desideri (Roma, 3 luglio 1965) è un ex calciatore, allenatore di calcio e dirigente sportivo italiano, di ruolo centrocampista.

## Caratteristiche tecniche
Centrocampista centrale, ha giocato in prevalenza come mediano. Era dotato di un potente tiro dalla distanza.
Nel corso della carriera è stato schierato anche nel ruolo di centrocampista destro (posizione che non gradiva) e, durante la permanenza a Udine, come libero.

## Carriera

### Giocatore

#### Club
Soprannominato Cicciobello a causa della corporatura, cresce nelle giovanili della Roma e nella stagione 1983-1984 diventa Campione d'Italia con la formazione Primavera allenata da Romeo Benetti, insieme a Giuseppe Giannini, Fabrizio Di Mauro e Paolo Baldieri. Nell'estate 1984, insieme al compagno Marco Savorani, passa in prestito al Piacenza, in cui gioca per una stagione come rincalzo a centrocampo, sfiorando la promozione in Serie B. Tornato nella capitale, disputa un'altra annata da riserva agli ordini di Sven-Göran Eriksson; poco impiegato in campionato (7 presenze), trova più spazio in Coppa Italia, anche a causa delle assenze dei compagni di squadra, impegnati con la Nazionale nella preparazione dei Mondiali in Messico, e realizza uno dei due gol con cui i giallorossi sconfiggono in finale la Sampdoria.

Desideri in azione all' nel 1991

A partire dal 1986, pur frenato da limiti caratteriali, viene impiegato più frequentemente da Nils Liedholm, come tornante di fascia al fianco di Giuseppe Giannini e Carlo Ancelotti; dopo la cessione di quest'ultimo al Milan, diventa titolare, formando con Giannini la coppia centrale di centrocampo. Nel 1989, con l'arrivo in panchina di Luigi Radice, viene riportato stabilmente nella posizione di centrocampista centrale, e vive la propria miglior stagione a livello realizzativo, con 10 reti in campionato. Nella stagione 1990-1991, con Ottavio Bianchi, vince la sua seconda Coppa Italia ed è finalista nella Coppa UEFA.
Nel 1991 il presidente romanista Ciarrapico lo cede all'Inter per 7 miliardi di lire, al termine di un'operazione di mercato in cui i nerazzurri lo acquistano in compartecipazione con la Juventus, con l'accordo di riscattarlo a fine stagione; l'acquisto di Desideri rientra nell'ambito del passaggio di Giovanni Trapattoni sulla panchina bianconera. A Milano le prestazioni sono negative e spesso parte dalla panchina. Anche i cattivi rapporti con gli allenatori Corrado Orrico e poi con il suo sostituto, Luis Suárez peggiorano le cose; viene messo fuori rosa e multato per aver rivolto offese ripetute al suo allenatore Suarez dopo aver realizzato un gol al Napoli. Nella stagione 1992-1993, dopo aver disputato le prime 4 partite di campionato con i nerazzurri, viene ceduto all'Udinese come contropartita tecnica nell'affare che porta Antonio Manicone a Milano. In Friuli viene riconvertito da Albertino Bigon come libero, e realizza il gol decisivo, all'ultima giornata contro la Roma, che consente ai friulani di accedere allo spareggio-salvezza poi vinto contro il Brescia. In maglia Udinese segnerà anche un autogol.
Nella stagione successiva, con la cessione di Dell'Anno, viene inizialmente impiegato nel ruolo di regista; nel corso del campionato, tuttavia, l'allenatore Azeglio Vicini lo schiera nuovamente in difesa, provocando critiche da parte del presidente Giampaolo Pozzo che voleva fosse utilizzato come libero Fabio Petruzzi; Pozzo nel corso della stagione fa estromettere Desideri dalla rosa. Dopo essere stato reintegrato, retrocede con i friulani in Serie B, contribuendo alla promozione nella massima serie nel 1995. Nei due anni successivi, dopo alcune incomprensioni tattiche con l'allenatore Alberto Zaccheroni, indossa la fascia di capitano e raggiunge la qualificazione in Coppa UEFA nella stagione 1996-1997, in un'annata costellata di infortuni.
Nel gennaio 1998 viene ingaggiato dal Livorno, in Serie C1, grazie anche all'amicizia che lo lega all'allenatore Paolo Stringara. Dopo i primi cinque mesi negativi, ritrova la condizione fisica e qualche prestazione positiva solo nel finale di campionato; la promozione, tuttavia, sfuma ai play-off, persi in finale contro la Cremonese. Al termine della stagione non gli viene rinnovato il contratto, e conclude la propria carriera agonistica.

#### Nazionale
È stato convocato da Azeglio Vicini per il Campionato europeo di calcio Under-21 1986, perso in finale contro la Spagna ai calci di rigore: Desideri ha fallito uno dei tiri dal dischetto degli Azzurrini. Due anni dopo viene convocato da Francesco Rocca nella Nazionale Olimpica per i Giochi di Seul, nei quali totalizza 3 presenze e una rete nella partita di apertura con il Guatemala; in seguito alla sconfitta per 4-0 contro lo Zambia, e alle polemiche successive, viene di fatto escluso dalla squadra. Non ha mai esordito nella Nazionale maggiore, chiuso nel suo ruolo da Berti, Crippa e De Napoli.

### Allenatore
Nel 1999 diventa allenatore in seconda del Lugano, affiancando Giuliano Sonzogni, mentre nel 2000 avviene la prima esperienza da allenatore: viene ingaggiato dal Marsala, che però non si iscrive al campionato a causa di gravi problemi finanziari. Nel 2001 è ingaggiato dall'Astrea, in Serie D, ma già in ottobre si dimette dall'incarico.

## Dopo il ritiro
Abbandonata la carriera di allenatore, è stato brevemente presidente del Fidene, società dilettantistica laziale, ed è stato osservatore per la Roma. Inoltre è diventato un professionista della pesca d'altura.
Il 6 luglio 2012 viene ufficializzato nello staff della Fiorentina ricoprendo il ruolo di collaboratore dell'area tecnica-sportiva.
Il 22 luglio 2014 diventa team manager della squadra indiana del Pune City.
Ha lavorato nel settore giovanile della Roma.

## Statistiche

### Presenze e reti nei club
| Stagione        | Squadra         | Campionato      | Campionato | Campionato | Coppe nazionali | Coppe nazionali | Coppe nazionali | Coppe continentali | Coppe continentali | Coppe continentali | Altre coppe | Altre coppe | Altre coppe | Totale | Totale |
| Stagione        | Squadra         | Comp            | Pres       | Reti       | Comp            | Pres            | Reti            | Comp               | Pres               | Reti               | Comp        | Pres        | Reti        | Pres   | Reti   |
| --------------- | --------------- | --------------- | ---------- | ---------- | --------------- | --------------- | --------------- | ------------------ | ------------------ | ------------------ | ----------- | ----------- | ----------- | ------ | ------ |
| 1984-1985       | Piacenza        | C1              | 20         | 0          | CI-C            | 3               | 1               | -                  | -                  | -                  | -           | -           | -           | 23     | 1      |
| 1985-1986       | Roma            | A               | 7          | 0          | CI              | 9               | 3               | -                  | -                  | -                  | -           | -           | -           | 16     | 3      |
| 1986-1987       | Roma            | A               | 25         | 5          | CI              | 5               | 0               | CdC                | 2                  | 0                  | -           | -           | -           | 32     | 5      |
| 1987-1988       | Roma            | A               | 23         | 4          | CI              | 2               | 0               | -                  | -                  | -                  | -           | -           | -           | 25     | 4      |
| 1988-1989       | Roma            | A               | 27         | 2          | CI              | 5               | 0               | CU                 | 5                  | 1                  | -           | -           | -           | 37     | 3      |
| 1989-1990       | Roma            | A               | 26         | 10         | CI              | 6               | 2               | -                  | -                  | -                  | -           | -           | -           | 32     | 12     |
| 1990-1991       | Roma            | A               | 28         | 4          | CI              | 10              | 0               | CU                 | 9                  | 2                  | -           | -           | -           | 47     | 6      |
| Totale Roma     | Totale Roma     | Totale Roma     | 136        | 25         |                 | 37              | 5               |                    | 16                 | 3                  |             | -           | -           | 189    | 33     |
| 1991-1992       | Inter           | A               | 29         | 4          | CI              | 4               | 0               | CU                 | 2                  | 0                  | -           | -           | -           | 35     | 4      |
| lug.-ott. 1992  | Inter           | A               | 4          | 1          | CI              | 1               | 1               | -                  | -                  | -                  | -           | -           | -           | 5      | 2      |
| Totale Inter    | Totale Inter    | Totale Inter    | 33         | 5          |                 | 5               | 1               |                    | 2                  | 0                  |             | -           | -           | 40     | 6      |
| ott. 1992-1993  | Udinese         | A               | 23         | 3          | -               | -               | -               | -                  | -                  | -                  | -           | -           | -           | 23     | 3      |
| 1993-1994       | Udinese         | A               | 31         | 1          | CI              | 5               | 1               | -                  | -                  | -                  | -           | -           | -           | 36     | 2      |
| 1994-1995       | Udinese         | B               | 24         | 3          | CI              | 0               | 0               | -                  | -                  | -                  | -           | -           | -           | 24     | 3      |
| 1995-1996       | Udinese         | A               | 32         | 0          | CI              | 2               | 1               | -                  | -                  | -                  | -           | -           | -           | 34     | 1      |
| 1996-1997       | Udinese         | A               | 19         | 0          | CI              | 1               | 0               | -                  | -                  | -                  | -           | -           | -           | 20     | 0      |
| Totale Udinese  | Totale Udinese  | Totale Udinese  | 129        | 7          |                 | 8+l             | 2               |                    | -                  | -                  |             | -           | -           | 137    | 9      |
| gen.-giu. 1998  | Livorno         | C1              | 12+3       | 0          | CI-C            | 0               | 0               | -                  | -                  | -                  | -           | -           | -           | 15     | 0      |
| Totale carriera | Totale carriera | Totale carriera | 300+3      | 37         |                 | 50              | 8               |                    | 18                 | 3                  |             | -           | -           | 371    | 48     |

### Cronologia presenze e reti in nazionale
| Cronologia completa delle presenze e delle reti in nazionale ― Italia under 21 | Cronologia completa delle presenze e delle reti in nazionale ― Italia under 21 | Cronologia completa delle presenze e delle reti in nazionale ― Italia under 21 | Cronologia completa delle presenze e delle reti in nazionale ― Italia under 21 | Cronologia completa delle presenze e delle reti in nazionale ― Italia under 21 | Cronologia completa delle presenze e delle reti in nazionale ― Italia under 21 | Cronologia completa delle presenze e delle reti in nazionale ― Italia under 21 | Cronologia completa delle presenze e delle reti in nazionale ― Italia under 21 |
| Data                                                                           | Città                                                                          | In casa                                                                        | Risultato                                                                      | Ospiti                                                                         | Competizione                                                                   | Reti                                                                           | Note                                                                           |
| ------------------------------------------------------------------------------ | ------------------------------------------------------------------------------ | ------------------------------------------------------------------------------ | ------------------------------------------------------------------------------ | ------------------------------------------------------------------------------ | ------------------------------------------------------------------------------ | ------------------------------------------------------------------------------ | ------------------------------------------------------------------------------ |
| 29-10-1986                                                                     | Valladolid                                                                     | Spagna under 21                                                                | 2 – 1 dts (5 – 1 dtr)                                                          | Italia under 21                                                                | Europeo Under-21 1986 - Finale Ritorno                                         | -                                                                              | 90+1’                                                                          |
| 22-4-1987                                                                      | Padova                                                                         | Italia under 21                                                                | 1 – 0                                                                          | Jugoslavia under 21                                                            | Amichevole                                                                     | -                                                                              |                                                                                |
| 27-5-1987                                                                      | Salo                                                                           | Finlandia under 21                                                             | 1 – 0                                                                          | Italia under 21                                                                | Amichevole                                                                     | -                                                                              |                                                                                |
| Totale                                                                         |                                                                                | Presenze                                                                       | 3                                                                              |                                                                                | Reti                                                                           | 0                                                                              |                                                                                |

## Palmarès

### Competizioni giovanili
- Campionato Primavera: 1

Roma: 1983-1984
- Torneo di Viareggio: 1

Roma: 1983

### Competizioni nazionali
- Coppa Italia: 2

Roma: 1985-1986, 1990-1991